# Conchocarpus fanshawei
Conchocarpus fanshawei är en vinruteväxtart som först beskrevs av Noel Yvri Sandwith, och fick sitt nu gällande namn av J. A. Kallunki & J. R. Pirani. Conchocarpus fanshawei ingår i släktet Conchocarpus och familjen vinruteväxter. Inga underarter finns listade i Catalogue of Life.